# Christian Laflamme
Pour les articles homonymes, voir Laflamme.
Christian Laflamme (né le 24 novembre 1976 à St-Charles-de-Bellechasse) est un joueur de hockey sur glace professionnel qui évolue au poste de défenseur.

## Biographie
Après avoir évolué au sein de l'Express Rive-Sud au niveau mineur AA et dans la Ligue de hockey midget AAA, il commence sa carrière dans la Ligue de hockey junior majeur du Québec avec le Collège français de Longueuil. Il est ensuite échangé aux Harfangs de Beauport.
Lors du repêchage de 1995, il est sélectionné en 2e ronde (45e au total) par les Blackhawks de Chicago.
À l’automne 1996, il commence sa carrière professionnelle avec le Ice d'Indianapolis de la Ligue internationale de hockey.
Il évolue ensuite 324 matchs dans la Ligue nationale de hockey avec les Blackhawks de Chicago, les Oilers d'Edmonton, les Canadiens de Montréal et les Blues de Saint-Louis, en plus de jouer avec les Pirates de Portland et les IceCats de Worcester de la Ligue américaine de hockey.
En 2004-2005, il prend la direction de l’Europe, alors qu’il passe une saison avec les Huskies de Cassel, puis trois saisons avec les Ice Tigers de Nuremberg de la DEL.
Le 16 juillet 2008, il signe un contrat avec le Lois Jeans de Pont-Rouge de la Ligue nord-américaine de hockey.
Il prend sa retraite en 2010. Il s'est marié en 2004 avec Karine Rioux et a trois enfants Jérémie, Félix et Rosie.

## Statistiques
| Saison     | Équipe                        | Ligue      |     | Saison régulière | Saison régulière | Saison régulière | Saison régulière | Saison régulière |   | Séries éliminatoires | Séries éliminatoires | Séries éliminatoires | Séries éliminatoires | Séries éliminatoires |
| Saison     | Équipe                        | Ligue      | PJ  | B                | A                | Pts              | Pun              | PJ               | B | A                    | Pts                  | Pun                  |                      |                      |
| 1992-1993  | Collège français de Longueuil | LHJMQ      | 69  | 2                | 17               | 19               | 70               | 3                | 0 | 2                    | 2                    | 6                    |                      |                      |
| 1993-1994  | Collège français de Longueuil | LHJMQ      | 72  | 4                | 34               | 38               | 85               | 4                | 0 | 3                    | 3                    | 4                    |                      |                      |
| 1994-1995  | Harfangs de Beauport          | LHJMQ      | 67  | 6                | 41               | 47               | 82               | 8                | 1 | 4                    | 5                    | 6                    |                      |                      |
| 1995-1996  | Harfangs de Beauport          | LHJMQ      | 41  | 13               | 23               | 36               | 63               | 20               | 7 | 17                   | 24                   | 32                   |                      |                      |
| 1996-1997  | Ice d'Indianapolis            | LIH        | 62  | 5                | 15               | 20               | 60               | 4                | 1 | 1                    | 2                    | 16                   |                      |                      |
| 1996-1997  | Blackhawks de Chicago         | LNH        | 4   | 0                | 1                | 1                | 2                | -                | - | -                    | -                    | -                    |                      |                      |
| 1997-1998  | Blackhawks de Chicago         | LNH        | 72  | 0                | 11               | 11               | 59               | -                | - | -                    | -                    | -                    |                      |                      |
| 1998-1999  | Pirates de Portland           | LAH        | 2   | 0                | 1                | 1                | 2                | -                | - | -                    | -                    | -                    |                      |                      |
| 1998-1999  | Blackhawks de Chicago         | LNH        | 62  | 2                | 11               | 13               | 70               | -                | - | -                    | -                    | -                    |                      |                      |
| 1998-1999  | Oilers d'Edmonton             | LNH        | 11  | 0                | 1                | 1                | 0                | 4                | 0 | 1                    | 1                    | 2                    |                      |                      |
| 1999-2000  | Oilers d'Edmonton             | LNH        | 50  | 0                | 5                | 5                | 32               | -                | - | -                    | -                    | -                    |                      |                      |
| 1999-2000  | Canadiens de Montréal         | LNH        | 15  | 0                | 2                | 2                | 8                | -                | - | -                    | -                    | -                    |                      |                      |
| 2000-2001  | Canadiens de Montréal         | LNH        | 39  | 0                | 3                | 3                | 42               | -                | - | -                    | -                    | -                    |                      |                      |
| 2001-2002  | Blues de Saint-Louis          | LNH        | 8   | 0                | 1                | 1                | 4                | -                | - | -                    | -                    | -                    |                      |                      |
| 2001-2002  | IceCats de Worcester          | LAH        | 62  | 2                | 17               | 19               | 52               | -                | - | -                    | -                    | -                    |                      |                      |
| 2002-2003  | Blues de Saint-Louis          | LNH        | 47  | 0                | 9                | 9                | 45               | 5                | 0 | 0                    | 0                    | 4                    |                      |                      |
| 2002-2003  | IceCats de Worcester          | LAH        | 8   | 0                | 4                | 4                | 6                | -                | - | -                    | -                    | -                    |                      |                      |
| 2003-2004  | Blues de Saint-Louis          | LNH        | 16  | 0                | 1                | 1                | 20               | -                | - | -                    | -                    | -                    |                      |                      |
| 2003-2004  | IceCats de Worcester          | LAH        | 28  | 1                | 4                | 5                | 25               | 7                | 0 | 0                    | 0                    | 6                    |                      |                      |
| 2004-2005  | Huskies de Cassel             | DEL        | 43  | 4                | 12               | 16               | 96               | -                | - | -                    | -                    | -                    |                      |                      |
| 2005-2006  | Ice Tigers de Nuremberg       | DEL        | 51  | 6                | 12               | 18               | 86               | -                | - | -                    | -                    | -                    |                      |                      |
| 2006-2007  | Ice Tigers de Nuremberg       | DEL        | 50  | 5                | 16               | 21               | 172              | 13               | 0 | 5                    | 5                    | 28                   |                      |                      |
| 2007-2008  | Ice Tigers de Nuremberg       | DEL        | 54  | 5                | 25               | 30               | 76               | 5                | 0 | 1                    | 1                    | 4                    |                      |                      |
| 2008-2009  | Lois Jeans de Pont-Rouge      | LNAH       | 39  | 2                | 20               | 22               | 24               | 17               | 0 | 3                    | 3                    | 26                   |                      |                      |
| 2009-2010  | Lois Jeans de Pont-Rouge      | LNAH       | 34  | 3                | 9                | 12               | 34               | -                | - | -                    | -                    | -                    |                      |                      |
| Totaux LNH | Totaux LNH                    | Totaux LNH | 324 | 2                | 45               | 47               | 282              | 9                | 0 | 1                    | 1                    | 6                    |                      |                      |

## Trophées et honneurs personnels
- 2008-2009 de la Ligue nord-américaine de hockey : remporte la Coupe Futura avec le Lois Jeans de Pont-Rouge et élu sur l’équipe d’étoiles.